# 柚子屋本店
株式会社柚子屋本店（ゆずやほんてん）は、山口県萩市本社を置く、夏みかん、だいだい、柚子をはじめとする柑橘類の加工品製造販売を行う企業。
笠山本社そばの柑橘工房は、ポン酢、柑橘加工製品を製造販売している。柑橘を加工する時期（10月～3月）にはガラス越しに加工風景などが見学できる。商品は、全てうま味調味料などは一切使わず素材を生かす味つくりを行っている。

## 沿革
- 1978年（昭和53年）1月5日 - 個人事業の「金城商店」として創業（創業者：金　優）
- 1981年（昭和56年）2月10日 - 法人化し「金城商店有限会社」に変更
- 1992年（平成4年）
  - 9月16日 - 株式会社化し「金城商店株式会社」に組織変更
  - 12月21日 - 「株式会社カネシロ」に社名変更
- 1997年（平成 9年）5月 - 山口県初の地ビールとなる「萩ビール村塾」の生産・販売開始
- 2001年（平成13年）12月10日 - 「株式会社柚子屋本店」に社名変更
- 2002年（平成14年）8月 - 萩市笠山の麓に本社社屋竣工
- 2008年（平成20年）5月 - 代表取締役に金史一が就任
- 2009年（平成21年）
  - 3月31日 - 地ビール事業を終了
  - 4月 - 海外輸出販売開始
- 2010年（平成22年）6月29日 - 山口地方裁判所に民事再生法の適用を申請[1]。設備投資が先行して借り入れ過多の状態が続いていたためとされる[2]。会社は通常通り営業。
- 2011年（平成23年）1月28日 - 再生計画が全会一致で可決認可決定。支援企業に頼らず自力再生する方針[3]。
- 2014年（平成26年）
  - 3月5日 - 再生手続の終結決定。
  - 10月9日 - ISO22000（FSMS 606242）食品安全マネジメントシステム認証取得
- 2017年（平成29年）9月25日 - FSSC22000（FSSC 673028）食品安全マネジメントシステム認証取得
- 2018年（平成30年）
  - 12月 - 海外販売仕向け国が累計40ヶ国達成
  - 12月8日 - HALAL(E-0111)　ハラール認証取得
- 2020年（令和2年）10月1日 -  YUZUYA FARM株式会社（100％子会社）設立
- 2022年（令和4年）4月28日 -  YUZUYA USA INC.（100％子会社）米国シカゴ現地法人設立
- 2023年（令和5年）
  - 4月28日 -  韓国料理店サランポチャ開業
  - 12月 - 海外販売仕向け国が累計45ヶ国達成
- 2025年（令和7年）5月 -  YUZUYA USA INC.米国法人サンディエゴへ 移設

## 主な商品
- 柑橘果汁製品（だいだい・柚子・すだち果汁）
- 味付けポン酢
- 夏みかん加工品（夏みかんジュース・夏みかんマーマレード・夏みかんスライス）
- ゆず加工品（柚子味噌・柚子胡椒）
- 韓国料理店

## 主な販売先
- 日本全国（業務用卸、通信販売、工場直売店）
- アメリカ、カナダ、ポルトガル、中国、メキシコ、オーストラリア、UAE、デンマーク、ドイツ、フランス、イギリス、他３０カ国